# Gaku Nawata
Gaku Nawata (名和田 我空, Nawata Gaku), né le 29 juillet 2006 à Kagoshima, est un footballeur japonais qui évolue au poste de second attaquant au Gamba Osaka.

## Biographie

### Carrière en club
Né  à Kagoshima, Gaku Nawata s'illustre footballistiquement au lycée Kamimura, à Ichikikushikino dans la préfecture de Kagoshima, qui a formé des joueurs comme Shio Fukuda, et avec laquelle Nawata participe à la Prince Takamado Cup (en),, et au championnat des lycées japonais (en),.

### Carrière en sélection
Déjà convoqué avec les moins de 16 ans, Gaku Nawata est sélectionné pour le Championnat d'Asie avec les moins de 17 ans japonais en juin 2023,.
Titulaire tout du long de la compétition, il permet notamment aux siens de se qualifier pour la coupe du monde Junior en éliminant l'Australie de Nestory Irankunda. Le Japon atteint ensuite la finale de la compétition après sa victoire face à l'Iran, remportant alors le tournoi en battant la Corée du Sud 3-0,,.
Décisif en finale avec un doublé — un coup franc direct puis un tir sur une passe décisive de Kohei Mochizuki —, il reçoit par la suite les trophées de meilleur joueur et meilleur buteur du tournoi, auteur de cinq réalisations en tout,,.

## Palmarès
| Japon -17 ans - Championnat d'Asie (1) - Vainqueur en 2023 (en) |